# یواس‌اس قاپ‌زنی (ای‌آراس-۲۷)
یو اس‌اس قاپ زنی (ای‌آراس-۲۷) (به انگلیسی: USS Snatch (ARS-27)) یک کشتی بود که طول آن ۲۱۳ فوت ۶ اینچ (۶۵٫۰۷ متر) بود. این کشتی در سال ۱۹۴۴ ساخته شد.